# Persone di nome Paolo/Politici
| Questa pagina contiene informazioni ricavate automaticamente dalle voci biografiche con l'ausilio del template Bio e di un bot. L'aggiornamento è periodico e automatico e ricostruisce completamente la pagina. Se manca una persona in questa lista, sei pregato di non aggiungerla, ma accertati piuttosto che la sua voce biografica contenga il template Bio e che i dati anagrafici siano correttamente compilati. Se il template Bio manca, inseriscilo tu stesso o, in alternativa, metti l'avviso {{tmp\|Bio}} che ne segnala la mancanza. Se i dati riportati sono sbagliati, correggi direttamente la voce biografica; le modifiche saranno visibili in questa lista entro pochi giorni. Per chiarimenti vedi il progetto antroponimi. La lista contiene solo le 183 persone che sono citate nell'enciclopedia e per le quali è stato implementato correttamente il template Bio. Pagina aggiornata al 6 ago 2025. |

Questa è una lista di persone presenti nell'enciclopedia che hanno il nome Paolo e sono politici.

## A(12)
- Paolo Adornetto, politico italiano
- Paolo Affronti, politico e giornalista italiano (Vita, n. 1941)
- Paolo Agostinacchio, politico italiano (Ascoli Satriano, n. 1938 - Foggia, † 2024)
- Paolo Allegra, politico italiano (Novara, n. 1950)
- Paolo Alli, politico italiano (Legnano, n. 1950)
- Paolo Amato, politico e pubblicista italiano (Ebolowa, n. 1954)
- Paolo Angelino, politico italiano (Casale Monferrato, n. 1900 - † 1974)
- Paolo Angeloni, politico italiano (n. 1838 - † 1897)
- Paolo Appiani di Castelletto, politico italiano (Levice, n. 1792 - Levice, † 1863)
- Paolo Armaroli, politico italiano (Roma, n. 1940)
- Paolo Arrigoni, politico italiano (Milano, n. 1957 - Gravedona, † 2022)
- Paolo Avezzù, politico italiano (Rovigo, n. 1955)

## B(29)
- Paolo Babbini, politico italiano (Bologna, n. 1935 - Bologna, † 2019)
- Paolo Bampo, politico italiano (Belluno, n. 1955)
- Paolo Barbi, politico italiano (Trieste, n. 1919 - Napoli, † 2011)
- Paolo Barsacchi, politico italiano (Viareggio, n. 1936 - Pietrasanta, † 1986)
- Paolo Bartolozzi, politico italiano (Rufina, n. 1957 - Firenze, † 2021)
- Paolo Battistuzzi, politico italiano (Alessandria, n. 1941 - Roma, † 1998)
- Paolo Becchetti, politico italiano (Roma, n. 1941 - Roma, † 2016)
- Paolo Beltraminelli, politico svizzero (Sorengo, n. 1961)
- Paolo Beni, politico italiano (Firenze, n. 1954)
- Paolo Bentivoglio, politico, antifascista e attivista italiano (Modena, n. 1894 - Roma, † 1965)
- Paolo Emilio Beretta, politico italiano (Milano, n. 1817 - Milano, † 1863)
- Paolo Berlanda, politico italiano (Rovereto, n. 1920 - Trento, † 2004)
- Paolo Bernini, politico italiano (Cento, n. 1987)
- Paolo Bertezzolo, politico e scrittore italiano (Calto, n. 1947)
- Paolo Bevilacqua, politico italiano (Pietraperzia, n. 1923 - Palermo, † 2007)
- Paolo Bigliocchi, politico italiano (Roma, n. 1955)
- Paolo Bodini, politico italiano (Cremona, n. 1948)
- Paolo Bollini, politico sammarinese (n. 1960)
- Paolo Bolognesi, politico e scrittore italiano (Monghidoro, n. 1944)
- Paolo Bonaiuti, politico e giornalista italiano (Firenze, n. 1940 - Roma, † 2019)
- Paolo Bonomi, politico italiano (Romentino, n. 1910 - Roma, † 1985)
- Paolo Bonomi, politico e avvocato italiano (Bergamo, n. 1861 - Bergamo, † 1928)
- Paolo Borchia, politico italiano (Negrar di Valpolicella, n. 1980)
- Paolo Boselli, politico italiano (Savona, n. 1838 - Roma, † 1932)
- Paolo Bossi, politico italiano (Chiavenna, n. 1832 - Chiavenna, † 1886)
- Paolo Brezzi, politico e storico italiano (Torino, n. 1910 - Roma, † 1998)
- Paolo Bruno, politico italiano (Mottafollone, n. 1935)
- Paolo Brutti, politico e sindacalista italiano (Perugia, n. 1941)
- Paolo Bufalini, politico e partigiano italiano (Roma, n. 1915 - Roma, † 2001)

## C(24)
- Paolo Cabras, politico italiano (Roma, n. 1931 - Roma, † 2020)
- Paolo Caccia, politico italiano (Busto Arsizio, n. 1937 - Busto Arsizio, † 2024)
- Paolo Cacciari, politico italiano (Venezia, n. 1949)
- Paolo Calcinaro, politico italiano (Fermo, n. 1977)
- Paolo Camerini, politico e bibliografo italiano (Padova, n. 1868 - Piazzola sul Brenta, † 1937)
- Paolo Cappello, politico e generale italiano (n. 1452 - Venezia, † 1532)
- Paolo Carcano, politico italiano (Como, n. 1843 - Como, † 1918)
- Paolo Carnesecchi, politico, mercante e mecenate italiano (Firenze, † 1427)
- Paolo Casciani, politico italiano (Monsummano, n. 1852 - † 1923)
- Paolo Cavezzali, politico e sindacalista italiano (Firenze, n. 1918 - Roma, † 2006)
- Paolo Caviglia, politico italiano (Finale Ligure, n. 1941)
- Paolo Cento, politico italiano (Roma, n. 1962)
- Paolo Ciani, politico italiano (Roma, n. 1970)
- Paolo Cinanni, politico e scrittore italiano (Gerace, n. 1916 - Roma, † 1988)
- Paolo Ciofi, politico, economista e saggista italiano (Roma, n. 1935 - Roma, † 2023)
- Paolo Colombo, politico italiano (Cantù, n. 1968)
- Paolo Coppola, politico italiano (Roma, n. 1973)
- Paolo Correr, politico italiano (Venezia, n. 1380 - Venezia, † 1443)
- Paolo Corsini, politico e storico italiano (Adro, n. 1947)
- Paolo Cortese, politico italiano (Napoli, n. 1827 - Napoli, † 1876)
- Paolo Cova, politico e veterinario italiano (Caronno Pertusella, n. 1962)
- Paolo Cristoni, politico italiano (Castelfranco Emilia, n. 1945)
- Paolo Cuccu, politico italiano (Luras, n. 1943 - Olbia, † 2019)
- Paolo Cuzzetti, politico italiano (Brescia, n. 1855 - Brescia, † 1925)

## D(11)
- Paolo D'Antoni, politico italiano (Trapani, n. 1895 - Palermo, † 1982)
- Paolo Dalle Fratte, politico italiano (Santa Maria di Sala, n. 1951 - Mirano, † 2022)
- Paolo Danieli, politico italiano (Ancona, n. 1950)
- Paolo De Castro, politico e economista italiano (San Pietro Vernotico, n. 1958)
- Paolo De Magistris, politico e storico italiano (Cagliari, n. 1925 - Cagliari, † 1998)
- Paolo De Michelis, politico italiano (Valenza, n. 1889 - † 1961)
- Paolo De Paoli, politico italiano (Feltre, n. 1935 - Alano di Piave, † 2013)
- Paolo Del Mese, politico italiano (Pontecagnano Faiano, n. 1946)
- Paolo Desana, politico italiano (Casale Monferrato, n. 1918 - Casale Monferrato, † 1991)
- Paolo Dettori, politico italiano (Tempio Pausania, n. 1926 - Sassari, † 1975)
- Paolo Di Laura Frattura, politico italiano (Campobasso, n. 1962)

## E(3)
- Paolo Emilio Regolo, politico romano (Roma - Roma)
- Paolo Ercole, politico italiano (Quattordio, n. 1821 - Felizzano, † 1895)
- Paolo Erizzo, politico italiano (Venezia, n. 1411 - † 1470)

## F(14)
- Paolo Fabio Persico, politico romano
- Paolo Fabrizi, politico e medico italiano (Bastia, n. 1843 - Torino, † 1917)
- Paolo Fadda, politico italiano (Villa San Pietro, n. 1950)
- Paolo Fanelli, politico italiano (Frosinone, n. 1946)
- Paolo Alfonso Farinet, politico italiano (Aosta, n. 1893 - Aosta, † 1974)
- Paolo Ferrero, politico italiano (Pomaretto, n. 1960)
- Paolo Ficara, politico italiano (Vicenza, n. 1981)
- Paolo Filippi, politico italiano (Casale Monferrato, n. 1962 - Casale Monferrato, † 2021)
- Paolo Fogu, politico italiano (Iglesias, n. 1943)
- Paolo Fontanelli, politico italiano (Santa Maria a Monte, n. 1953)
- Paolo Formentini, politico italiano (Desenzano del Garda, n. 1980)
- Paolo Fortunati, politico e statistico italiano (Talmassons, n. 1906 - Bologna, † 1980)
- Paolo Foti, politico italiano (Agira, n. 1949)
- Paolo Franco, politico italiano (Arzignano, n. 1958)

## G(10)
- Paolo Galletti, politico italiano (Lugo, n. 1950)
- Paolo Gandolfi, politico italiano (Reggio Emilia, n. 1966)
- Paolo Garofalo, politico e saggista italiano (Enna, n. 1963)
- Paolo Gentiloni, politico e giornalista italiano (Roma, n. 1954)
- Paolo Giaretta, politico italiano (Padova, n. 1947)
- Paolo Gibertoni, politico italiano (Goito, n. 1939)
- Paolo Giuliodori, politico italiano (Osimo, n. 1989)
- Paolo Greco, politico italiano (Mercato San Severino, n. 1886 - † 1973)
- Paolo Grimoldi, politico italiano (Milano, n. 1975)
- Paolo Guinigi, politico italiano (Lucca, n. 1372 - Pavia, † 1432)

## I(1)
- Paolo Inselvini, politico italiano (Brescia, n. 1994)

## L(4)
- Paolo Lattanzio, politico italiano (Bari, n. 1979)
- Paolo Licini, politico italiano (Vicenza, n. 1926 - Roma, † 2012)
- Paolo Lo Manto, politico italiano (Enna, n. 1905 - † 1976)
- Antonio Losio, politico e militare italiano (Pizzighettone, n. 1824 - Pizzighettone, † 1887)

## M(9)
- Paolo Mammola, politico italiano (Torino, n. 1961)
- Paolo Manuel Gismondi, politico italiano (Sanremo, n. 1898 - Sanremo, † 1968)
- Paolo Marcheschi, politico italiano (Firenze, n. 1961)
- Paolo Massa, politico italiano (Levone, n. 1822 - Torino, † 1887)
- Paolo Mengoli, politico italiano (Bologna, n. 1940 - Bologna, † 2025)
- Paolo Micolini, politico italiano (Monfalcone, n. 1938 - Cervignano del Friuli, † 2016)
- Paolo Sandro Molinaro, politico italiano (Udine, n. 1945)
- Paolo Monello, politico italiano (Vittoria, n. 1953)
- Paolo Enrico Moro, politico italiano (Chiavenna, n. 1940)

## N(2)
- Paolo Nulli, politico italiano (Iseo, n. 1882 - Como, † 1950)
- Paolo Nuvoli, politico italiano (Monteroduni, n. 1935)

## O(1)
- Paolo Odorizzi, politico italiano (Cles, n. 1954)

## P(14)
- Paolo, politico romano
- Paolo Parentela, politico italiano (Catanzaro, n. 1983)
- Paolo Pastorelli, politico italiano (Gallarate, n. 1943 - Roma, † 2013)
- Paolo Paternoster, politico italiano (Verona, n. 1969)
- Paolo Paternostro, politico, magistrato e prefetto italiano (Misilmeri, n. 1821 - Palermo, † 1885)
- Paolo Perrone, politico italiano (Lecce, n. 1967)
- Paolo Peruzza, politico italiano (Venezia, n. 1939 - Venezia, † 2022)
- Paolo Petrini, politico italiano (Porto San Giorgio, n. 1963)
- Paolo Pico, politico italiano (Verona)
- Paolo Pietrosanti, politico e attivista italiano (Roma, n. 1960 - Roma, † 2011)
- Paolo Pili, politico italiano (Seneghe, n. 1891 - Oristano, † 1985)
- Paolo Pilotto, politico italiano (Verona, n. 1960)
- Paolo Polenta, politico italiano (Osimo, n. 1945)
- Paolo Pulciani, politico italiano (Roma, n. 1972)

## S(9)
- Paolo Saviane, politico italiano (Ponte nelle Alpi, n. 1962 - Padova, † 2021)
- Paolo Scarpa Bonazza Buora, politico italiano (Portogruaro, n. 1957)
- Paolo Sema, politico e sindacalista italiano (Pirano, n. 1915 - Trieste, † 2007)
- Paolo Signorelli, politico italiano (Roma, n. 1934 - Roma, † 2010)
- Paolo Silvani, politico e avvocato italiano (Bologna, n. 1810 - Roma, † 1884)
- Paolo Sinibaldi, politico italiano (Lucca, n. 1806)
- Paolo Francesco Staglieno, politico, generale e enologo italiano (Voltaggio, n. 1773 - Torino, † 1850)
- Paolo Strescino, politico italiano (Imperia, n. 1976)
- Paolo Suraci, politico italiano (Reggio Calabria, n. 1897 - † 1979)

## T(14)
- Paolo Emilio Taddei, politico italiano (Roma, n. 1949 - Pisa, † 2014)
- Paolo Tancredi, politico italiano (Teramo, n. 1966)
- Paolo Tarantino, politico italiano (San Marzano di San Giuseppe, n. 1923 - † 1986)
- Paolo Emilio Taviani, politico, storico e economista italiano (Genova, n. 1912 - Roma, † 2001)
- Paolo Telesforo, politico italiano (Foggia, n. 1884 - Foggia, † 1978)
- Paolo Thaon di Revel, politico, dirigente sportivo e schermidore italiano (Tolone, n. 1888 - Poirino, † 1973)
- Paolo Tigli, politico italiano (Rieti, n. 1942)
- Paolo Tiramani, politico italiano (Borgosesia, n. 1983)
- Paolo Tosato, politico italiano (Negrar, n. 1972)
- Paolo Trancassini, politico italiano (Roma, n. 1963)
- Paolo Treves, politico, pubblicista e politologo italiano (Milano, n. 1908 - Fregene, † 1958)
- Paolo Tringali, politico e sindacalista italiano (Catania, n. 1925 - Acireale, † 2022)
- Paolo Truzzu, politico italiano (Cagliari, n. 1972)
- Paolo Carlo Turati, politico italiano (n. 1808 - Milano, † 1861)

## U(1)
- Paolo Ungari, politico italiano (Milano, n. 1933 - Roma, † 1999)

## V(3)
- Paolo Venerosi Pesciolini, politico italiano (Firenze, n. 1896 - Londa, † 1964)
- Paolo Viora, politico italiano (Chivasso, n. 1812 - † 1868)
- Paolo Volpi Manni, politico italiano (Alatri, n. 1828 - Roma, † 1892)

## Z(3)
- Paolo Zangrillo, politico italiano (Genova, n. 1961)
- Paolo Zanini, politico italiano (Cremona, n. 1927 - † 2008)
- Paolo Zerbino, politico e prefetto italiano (Carpeneto, n. 1905 - Dongo, † 1945)